# Desperate Housewives: The Game
«Отчаянные домохозяйки: Компьютерная игра» (англ. Desperate Housewives: The Game) — компьютерная игра в жанре квест по мотивам популярного американского телесериала «Отчаянные домохозяйки». Сюжет игры и диалоги написал Скотт Сэнфорд Тобис — один из сценаристов сериала.

## Сюжет
Действие игры происходит примерно между 2 и 3 сезонами сериала. Например, Сьюзан упоминает свой роман с молодым врачом Роном МакКриди, а Габриэль и Карлос всё ещё женаты. Однако Бри одинока и ещё не встретила Орсона Ходжа, а внебрачная дочь Тома, Кайла, ещё не появилась в их семье. Кроме того, дом Сьюзан не сгорел.
Новая семья переезжает на Вистерия Лейн: глава семьи — успешный доктор, получивший работу в центральной больнице Фэйрвью; его жена, потерявшая память в результате аварии, произошедшей много лет назад, и их бунтующий сын-подросток.
Иди Бритт приветствует семейство, а затем Бри Ван де Камп приходит к новой соседке, чтобы познакомиться и приглашает к себе в гости, чтобы обсудить все сплетни о жителях Фэйрвью вместе с подругами — Сьюзан Мейер, Линетт Скаво и Габриэль Солис. На следующий день, в доме героини появляются два брата-близнеца: дизайнер модной одежды Дэниел Фокс и компьютерщик Фрэнк, установивший Интернет-подключение к компьютеру главной героини. Далее ей предстоит пройти 12 эпизодов, выполняя различные задания: от готовки и садоводства до раскрытия тайн соседей.
Между тем, героиня пытается противостоять зарождающемуся роману своего мужа и его беспринципной секретарши Джеки Марлен. Также у неё возникают постоянные противоречия с вечно раздражённой пожилой соседкой, Эттой Дэвенпорт. Плюс ко всему, её 14-летний сын постепенно отбивается от рук.
Вскоре в городе появляются частный сыщик Эрик Ларсен и теневой бизнесмен Винсент Корсетти, имеющий скрытые мотивы. В финале раскрываются их тайны, и главной героине приходится принять отчаянное решение в ситуации с заложниками.

## Геймплей

### Игровой процесс
Игра очень похожа на серию симуляторов The Sims: вы создаёте себе персонажа (управляя главной героиней), и по ходу игры он взаимодействует с окружающим миром и жителями Вистерия Лейн. Вам нужно налаживать отношения, используя различные типы поведения, следить за настроением и состоянием здоровья своего игрока, а также выполнять различные задания. Персонаж может заниматься декорацией своего дома и покупкой необходимых вещей и продуктов в магазине. Сам игровой процесс разбавлен видео-фрагментами с участием 3D-моделей персонажей и голосом Мэри Элис Янг за кадром.

### Создание персонажа
Перед началом игры вы создаёте своего персонажа. Вы выбираете имя и фамилию персонажа, цвет кожи, причёску, цвет волос и гардероб («верх», «низ», «костюм», «обувь»). В настройках семьи героини — мужа и сына — присутствуют лишь имя, выбор цвета кожи и всего один набор одежды.

### Мини-игры
Кроме того, в игре встречаются мини-игры:
- Готовка (предлагается выбрать один из уровней сложности);
- Садоводство;
- Игра в покер;
- Работа за компьютером.

### Концовки
В зависимости от развития сюжета, у игры есть 4 различных концовки:
- героиня всех убивает;
- героиня счастливо живёт вместе со своим мужем;
- героиня счастливо живёт вместе со своим бывшим Эриком Ларсеном (англ. Erik Larson);
- героиня сбегает с Винсентом Корсетти (англ. Vincent Corsetty).

## Роли озвучивали
Из основного состава сериала в озвучивании игры участвовали лишь Бренда Стронг (в роли Мэри Элис) и Шон Пайфром (в роли Эндрю), а также Брент и Шейн Кинсманы и Зейн Хуэтт, сыгравшие детей Скаво в детстве. Джули Мейер озвучила Джиллиан Боуэн — сестра Андреа Боуэн, сыгравшей Джули в сериале.
Примечательно, что главная героиня, которой управляет игрок, за всю игру не произносит ни слова, даже в видео-вставках, созданных в стиле сериала.
| Персонаж                | Озвучил(а)      | Дублирует          |
| ----------------------- | --------------- | ------------------ |
| Муж главной героини     | Уолли Уингерт   | Антон Морозов      |
| Сын главной героини     | Джейсон Спайсэк | Илья Бледный       |
| Винсент Корсетти        | Грегг Бергер    | Артём Кретов       |
| Эрик Ларсен             |                 | Юрий Меншагин      |
| Этта Дэвенпорт          | Ширли Митчелл   | Инна Алабина       |
| Доктор Артур Хендриксон | Грег Берг       | Сергей Сазонтьев   |
| Мэри Элис Янг           | Бренда Стронг   | Наталья Данилова   |
| Сьюзан Мейер            | Колетт Уитакер  | Юлия Рудина        |
| Линетт Скаво            | Кэтрин Крэссида | Елена Павловская   |
| Бри Ван де Камп         | Дэниз Крюгер    | Елена Шульман      |
| Габриэль Солис          | Марго Реймундо  | Светлана Кузнецова |
| Иди Бритт               | Валери Спэнсер  | Ксения Бржезовская |
| Майк Дельфино           | Дэйв Фокетт     | Станислав Концевич |
| Карлос Солис            | Кайл Хеберт     | Валерий Соловьёв   |
| Том Скаво               | Чед Рандау      | Олег Куликович     |
| Карл Мейер              | Марк Дикинс     | Валерий Кухарешин  |
| Джули Мейер             | Джиллиан Боуэн  | Эльвира Ишмуратова |
| Эндрю Ван де Камп       | Шон Пайфром     | Дмитрий Гранкин    |
| Даниэль Ван де Камп     | Хлоя Суазо      | Полина Щербакова   |

На русский язык роли также дублировали: Владимир Антоник, Александр Борисов, Сергей Бурунов, Никита Емшанов, Пётр Иващенко, Ирина Киреева, Владислав Копп, Олег Куценко, Светлана Малюкова, Мария Овчинникова, Андрей Тенетко, Дарья Фролова и Иван Чабан.

## Системные требования
- Операционная система Microsoft® Windows® XP SP2.
- Процессор Pentium® 4 1,4 ГГц.
- 256 МБ оперативной памяти.
- 2,7 ГБ свободного места на жестком диске.
- Видеоадаптер nVidia® GeForce3 с памятью 64 МБ (GeForce4 MX не поддерживается).
- Звуковое устройство 16 бит, совместимое с DirectX®.
- DirectX® 9.0с.
- 8-скоростное устройство для чтения компакт-дисков.

## Критика
| Сводный рейтинг | Сводный рейтинг |
| Агрегатор       | Оценка          |
| --------------- | --------------- |
| GameRankings    | 63,65 %         |

Игра получила смешанные отзывы. Некоторые критики оценили хороший сценарий и преданность телевизионному оригиналу, в то время как большинство сочло игровой процесс неоригинальным и крайне простым; многим также не понравился бросающийся в глаза продакт-плейсмент игры.